# Scholarque

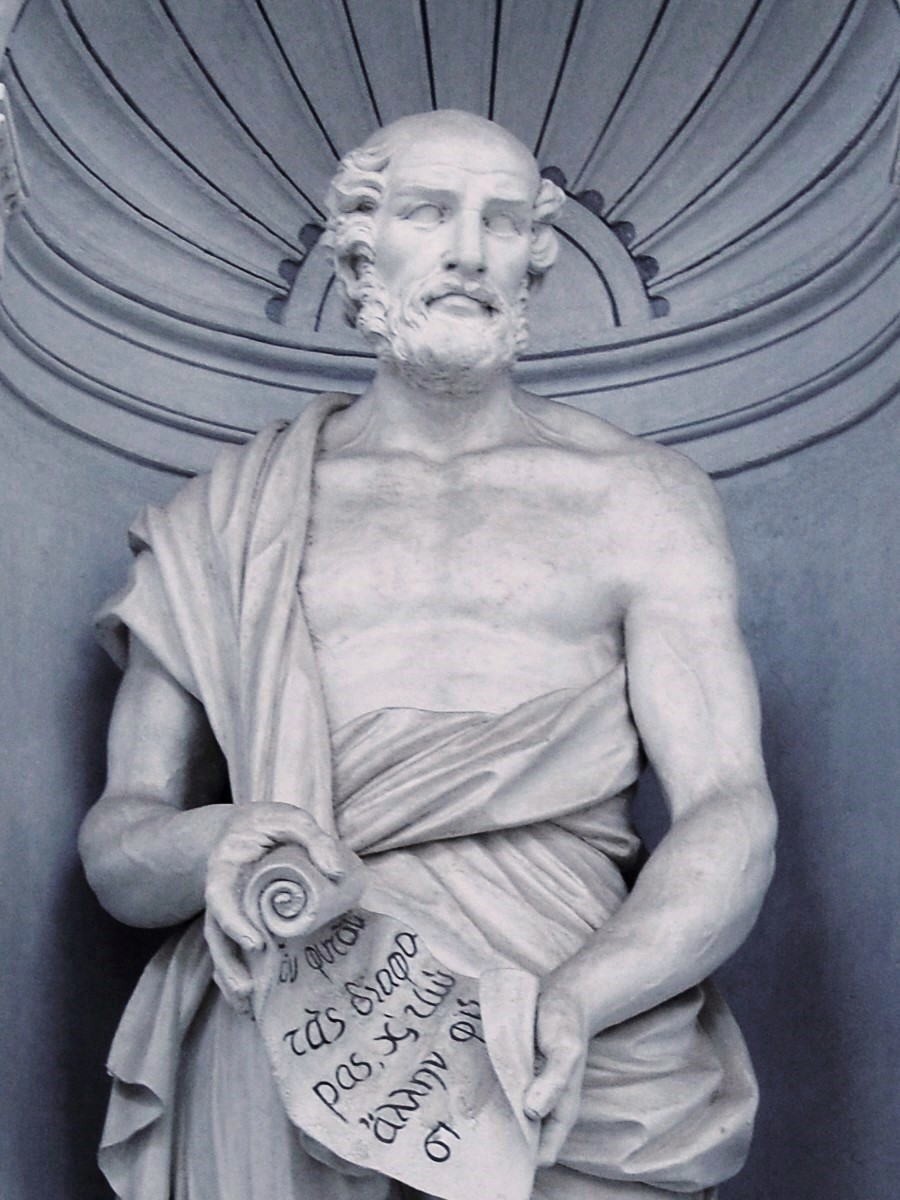
Théophraste, scholarque du Lycée.

En Grèce antique, le scholarque (du grec ancien σχολάρχης / skholárkhês) est le directeur d'une école de philosophie, généralement garant de la cohérence de la doctrine. C'est un recteur. On dit aussi « diadoque » (διάδοχος), « successeur », pour deux auteurs néoplatoniciens : Proclos le Diadoque, Damascios le Diadoque.
La tradition des écoles grecques veut que le premier scholarque soit désigné par le fondateur de l’école — pour l'Académie, Speusippe, neveu de Platon — et que les suivants soient élus par le collège des élèves et des maîtres. Le scholarque et les philosophes, étudiants et chercheurs qui l’entouraient, étaient unis par une relation de fraternité au sein de thiases dont Aristote avait codifié le cérémonial et les usages. 

## Scholarques
(septembre 2019).

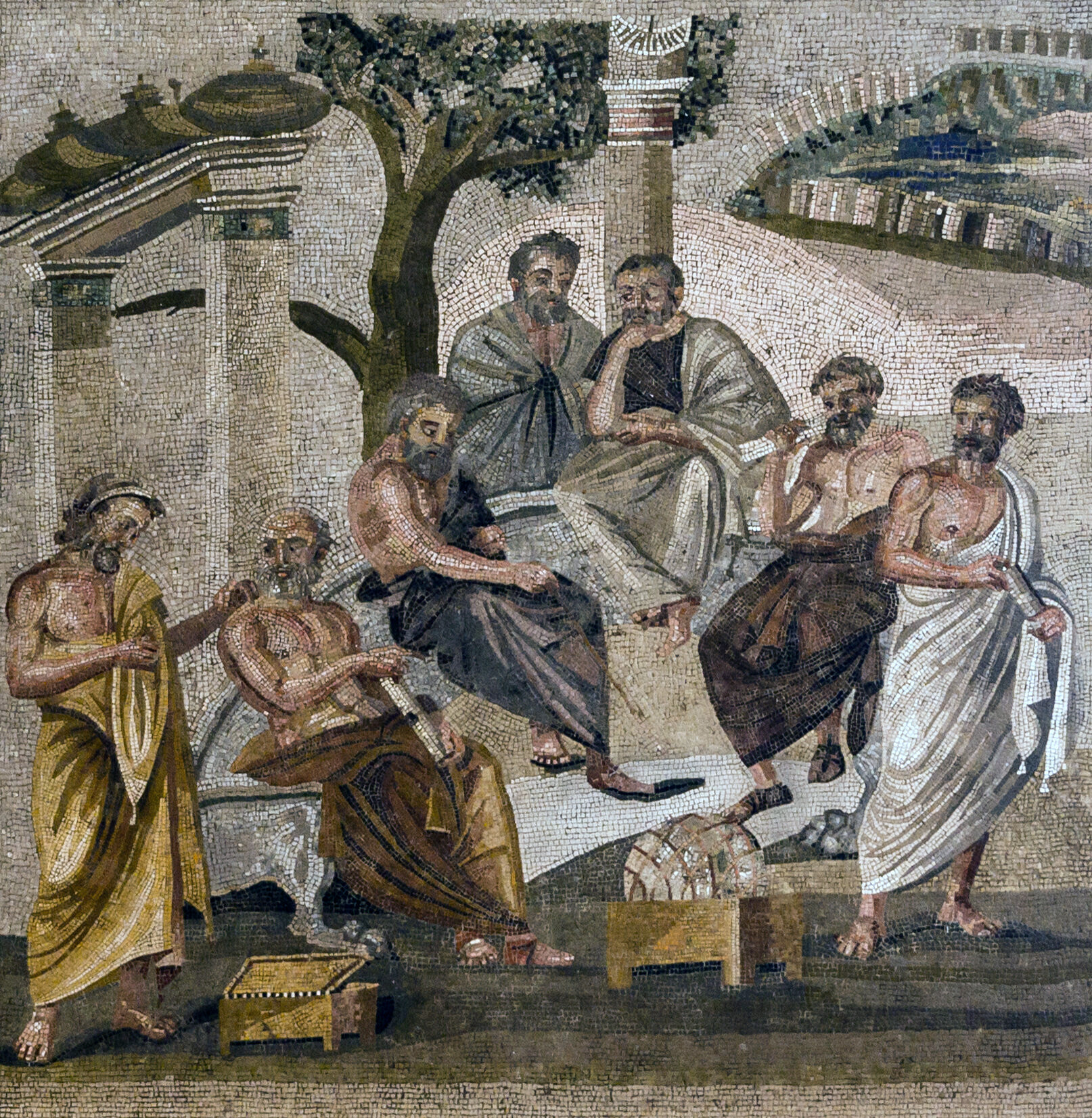
Mosaïque de l'Académie de Platon — provenant de la villa de T. Siminius Stephanus à Pompéi.

À l'Académie, se succédèrent Platon (fondateur vers 387 av. J.-C.), Speusippe (premier scholarque en 348 av. J.-C.), Xénocrate (339 av. J.-C.), Polémon d'Athènes (315 av. J.-C.), Cratès d'Athènes (269 av. J.-C.) : on réserve le nom d’ancienne Académie à l’école pendant la période où se succédèrent ces quatre premiers scholarques ; Arcésilas de Pitane (264 av. J.-C.) qui fonda la Nouvelle Académie à tendance sceptique, Lacydès (241 av. J.-C.) qui démissionna pour raisons de santé en 215 av. J.-C. et laissa la place à un conseil dirigé par Évandre et Téléclès, tous deux considérés comme scholarques bien qu'ils ne fussent pas élus formellement, Hégésinous de Pergame (à la mort d'Évandre, qui vécut plus longtemps que Téléclès), Carnéade (à la mort d'Hégésinous) qui marqua le tournant probabiliste de l'Académie, Clitomaque de Carthage (128 av. J.-C.), Philon de Larissa (110 av. J.-C.) qui fut faillibiliste[Quoi ?], et enfin Antiochos d'Ascalon (treizième et dernier scholarque de l'Académie en 86 av. J.-C.), d'orientation syncrétique.
Au Lycée : Aristote (fondateur en 335 av. J.-C.), Théophraste (premier scholarque en 322), Straton de Lampsaque (288 av. J.-C.), Lycon de Troade (268 av. J.-C.), Ariston de Céos (224 av. J.-C.), Critolaos de Phasélis, Diodore de Tyr (118 av. J.-C.), Xénarque de Séleucie (vers 70 av. J.-C.) Andronicos de Rhodes (dixième et dernier scholarque du Lycée en 58 av. J.-C.).
Au Jardin, chez les épicuriens, après qu'Épicure eut fondé son école en 306 av. J.-C., le premier scholarque fut Hermarque de Mytilène, le deuxième Polystratos, puis Dionysios de Lamptrée et Basilide, mais « les figures des Épicuriens du IIe siècle av. J.-C. sont de plus en plus évanescentes ».
Au Portique, chez les stoïciens, les premiers scholarques après Zénon de Kition (fondateur en 301 av. J.-C.), sont Cléanthe (premier scholarque en 262 av. J.-C.), Chrysippe de Soles (232 av. J.-C.) et Diogène de Babylone (206 av. J.-C.), Antipater de Tarse (150 av. J.-C.), Panétios de Rhodes (136 av. J.-C.), Posidonios d'Apamée (112 av. J.-C.)
L'école néoplatonicienne de Rome, fondée par Ammonios Saccas en 232 apr. J.-C., eut pour premier scholarque Plotin (en 244 apr. J.-C.), pour second Porphyre de Tyr (en 270 apr. J.-C.).
L'école néoplatonicienne d'Alexandrie eut pour premier scholarque, peut-être, Hiéroclès d'Alexandrie, et pour dernier scholarque Olympiodore le Jeune vers 550 apr. J.-C..
En 155 av. J.-C., les Athéniens envoyèrent trois scholarques en ambassade à Rome, pour plaider leur cause : Carnéade, scholarque platonicien ; Critolaos, scholarque péripatéticien ; Diogène de Babylone, scholarque stoïcien.

## Sens moderne
En 1525, les prédicateurs strasbourgeois proposent une institution décisive, la commission des trois scholarques, constitués de trois membres du gouvernement. Cette commission met en place entre 1528 et 1536 plusieurs réformes destinées à réorganiser le système scolaire. De nos jours (en 2016), le poste de scholarque auprès du Gymnase Jean Sturm existe toujours : ce représentant de la Fondation Saint-Thomas a son mot à dire quant aux nominations d'enseignants.